# Gorges de l'Areuse
Les gorges de l'Areuse se trouvent entre Noiraigue et Boudry dans le canton de Neuchâtel en Suisse. Des cascades, des ravins avec une eau tumultueuse et de petits lacs sont visibles dans les gorges. Des grottes sont également présentes dans la région, le Creux-du-Van se trouve non loin des gorges.

## Faune
Une espèce endémique de crustacé microscopique, Gelyella monardi a été découverte en 1988 dans les eaux souterraines des gorges de l’Areuse, plus précisément dans la nappe phréatique de Combe-Garot.

## Exploitation
Plusieurs usines hydroélectriques sont installées dans les gorges au fil de l’eau. Des stations de pompage captent l’eau des sources souterraines pour alimenter en eau potable une partie du canton de Neuchâtel.

## Tourisme
Un cheminement piéton est aménagé dans les gorges entre 1874 et 1880 de Noiraigue dans le Val-de-Travers à Boudry au bord du lac de Neuchâtel.
De plus, à son embouchure se trouve la grotte de Cotencher, qui abritait des individus Néandertaliens durant le Paléolithique moyen. 
Surplombant les gorges, les ruines du château de Rochefort sont également accessibles par voie pédestre et il s'agit d'un site très convoité par les marcheurs.

## Philatélie
Elles apparaissent sur un timbre (1,80 FS) de la série « Signes du zodiaque » éditée par la Poste suisse entre 1982 et 1986.